# Autonoe (vệ tinh)
Autonoe /ɔːˈtɒnoʊ.iː/, còn được biết là Jupiter XXVIII, là một vệ tinh tự nhiên của Sao Mộc.
Autonoe được phát hiện bởi một nhóm các nhà thiên văn học từ Đại học Hawaii do Scott S. Sheppard dẫn đầu vào năm 2001, và được định danh tạm thời S/2001 J 1.
Autonoe có đường kính khoảng 4 km và quay quanh Sao Mộc với khoảng cách trung bình 24.264.000 km trong 719,01 ngày. ở độ nghiêng 151° so với mặt phẳng hoàng đạo (150° so với đường xích đạo của Sao Mộc) chuyển động theo hướng nghịch với vật thể trung tâm của nó và có độ lệch tâm là 0,369.
Nó thuộc nhóm Pasiphae, các vệ tinh dị hình chuyển động nghịch hành quanh Sao Mộc ở khoảng cách từ 22,8 đến 24,1 Gm, và có độ nghiêng trong khoảng từ 144,5° đến 158,3°.
Autonoe được đặt tên vào tháng 8 năm 2003 theo tên nhân vật thần thoại Hy Lạp Autonoë, người chinh phục thần Zeus (Jupiter), mẹ của Charites (Gracies), theo một số tác giả.